# Косьмино
Косьмино — деревня в Собинском районе Владимирской области России, входит в состав Березниковского сельского поселения.

## География
Деревня расположена в 8 км на юго-восток от центра поселения села Березники и в 27 км на юго-восток от райцентра Собинки.

## История
В конце XIX — начале XX века деревня входила в состав Березниковской волости Судогодского уезда, с 1926 года — в составе Собинской волости Владимирского уезда. В 1859 году в деревне числилось 14 дворов, в 1905 году — 34 дворов, в 1926 году — 46 хозяйств и с/х кооператив.
С 1929 года деревня являлась центром Косьминского сельсовета Собинского района, с 1965 года — в составе Березниковского сельсовета, с 2005 года входит в состав Березниковского сельского поселения.

## Население
| 1859 | 1905 | 1926 |
| ---- | ---- | ---- |
| 159  | 232  | 151  |

| 1859 | 1905 | 1926 | 2002 | 2010 | 2021 |
| ---- | ---- | ---- | ---- | ---- | ---- |
| 159  | ↗232 | ↘151 | ↘5   | ↗6   | →6   |

## Известные уроженцы
- Бедин, Ефим Васильевич (1900—1962) — Герой Советского Союза, генерал-майор (1942).